# Cratere Jeans (Luna)
Jeans è un cratere lunare di 81,13 km situato nella parte sud-occidentale della faccia nascosta della Luna a cavallo del terminatore, a mezza via tra la grande piana del cratere Lyot sul lato visibile e il cratere Chamberlin sulla faccia nascosta..
Per via della sua posizione, la librazione può portare l'intero cratere ad essere osservabile dalla Terra, seppure sempre in maniera che permetta di apprrezzarne i dettagli solo in modo limitato.
È stato pesantemente danneggiato e arrotondato sul bordo esterno, e numerosi impatti si trovano lungo il bordo a sud e a sudest e sulle pareti interne. Il più importante tra questi crateri intersecanti è 'Jeans G', sul margine orientale. La superficie interna del cratere è stata ricoperta da lava basaltica che ha lasciato un terreno piuttosto scuro caratterizzato solo da alcuni minuscoli crateri.
Il cratere è dedicato al fisico britannico James Hopwood Jeans.

## Crateri correlati
Alcuni crateri minori situati in prossimità di Jeans sono convenzionalmente identificati, sulle mappe lunari, attraverso una lettera associata al nome.
| Jeans | Coordinate            | Diametro (in km) |
| ----- | --------------------- | ---------------- |
| B     | 52°15′S 94°51′E       | 11,49            |
| G     | 55°49′12″S 93°31′12″E | 26,27            |
| N     | 58°31′12″S 90°37′12″E | 66,69            |
| S     | 56°39′00″S 86°55′48″E | 54,64            |
| U     | 54°40′48″S 86°58′12″E | 63,27            |
| X     | 53°23′24″S 89°27′36″E | 44,74            |
| Y     | 51°07′12″S 90°30′36″E | 16,07            |